# Tephrosia pringlei
Tephrosia pringlei är en ärtväxtart som först beskrevs av Joseph Nelson Rose, och fick sitt nu gällande namn av James Francis Macbride. Tephrosia pringlei ingår i släktet Tephrosia och familjen ärtväxter. Inga underarter finns listade i Catalogue of Life.